# Charles Albert Gobat
Charles Albert Gobat (Tramelan, 21. svibnja 1843. – Bern, 16. ožujka 1914.), švicarski političar.
- 1902. - Nobelova nagrada za mir.